# 西岡弘
西岡 弘（にしおか ひろし、1945年（昭和20年） - ）は、日本の建築家。西岡弘建築工房主宰。九州を中心に公共施設や一般住宅の設計を実施、2001年から西日本工業大学建築学科教授。 

## 来歴
1945年に群馬県渋川市で生まれ、1970年に関東学院大学工学部建築学科を卒業する。同大学の卒業後、1970年から1984年の間は磯崎新アトリエに在籍する。同アトリエ在籍時に福岡相互銀行（福岡シティ銀行の前身）本店増改築の設計監理を担当したことを機に、1984年に福岡市に西岡弘建築工房を設立して独立する。
独立後、福岡市中央区のフラワーショップマージ・オーキッドの設計で1985年にSDレビューに入選したほか、同店舗設計は1988年に第1回福岡市都市景観賞も受賞する。1988年から始まったくまもとアートポリスにも参加し熊本市営新地団地Dの設計を担当する。
1996年から2000年まで日本建築家協会九州支部長を務めたほか、1992年以降、九州大学、九州産業大学などで非常勤講師も務め、2001年に西日本工業大学の教授に就任する。

## 主な作品
- フラワーショップマージ・オーキッド：福岡市内の同名の花屋の店舗として設計されたものであり、ブロック積みによる円筒形の外壁とピラミッド型の屋根を特徴とする[6][7]。受賞歴は来歴節に記載のとおり。
- シーサイドももちコートハウス：アジア太平洋博覧会住宅展の企画の一つとして設計された住宅であり、1988年にSDレビュー朝倉賞を受賞する[8][9]。
- 土塁の家：長崎材木店との共同企画による掘削残土を土塁材料として活用した住宅であり、2010年にグッドデザイン賞を受賞する[10]。